# Napad na zatvor u Bauchiju 2010.
Napad na zatvor u Bauchiju 2010. bio je napad pedesetorice naoružanih pripadnika ekstremističke islamističke skupine Boko Haram na zatvor u gradu Bauchiju na sjeveroistoku Nigerije 7. rujna 2010. u saveznoj državi Borno. U samom napadu nije bilo mrtvih niti ranjenih, ali je iz zatvora pobjegao 721 zatvorenik, uključujući i 150 pripadnika Boko Harama i drugih islamističkih skupina.
Nakon napada, 30 zatvorenika se dobrovoljno vratilo u zatvor, a još njih 35 je uhićeno i vraćeno. Zanimljivo je da se napad dogodio na isti dan kada je objavljen nadnevak održavanja predsjedničkih izbora 2011. godine. Nakon napada nekoliko je ćelija zahvatio požar u kojem je poginulo pet ljudi, a šest teže ranjeno i prevezeno u lokalnu bolnicu.